# Capitolijnse Brutus
De Capitolijnse Brutus is een bronzen beeld uit de collectie van de Capitolijnse Musea in Rome. Het heeft een totale hoogte van 69 cm, maar alleen het hoofd is antiek (vierde of derde eeuw voor Christus). Sinds de zestiende eeuw wordt het beschouwd als een beeltenis van Lucius Junius Brutus, de mythische grondlegger van Romeinse Republiek, al ontbreekt hiervoor overtuigend bewijs. De Capitolijnse Brutus is een buitengewoon voorbeeld van de Romeinse portretkunst in de tijd van de Republiek.

## Herkomst
Het beeld werd rond 1500 gevonden in Rome en kwam terecht in de beroemde collectie van kardinaal Pius da Carpi, een vertrouweling van Paus Julius III. Deze verzameling trok veel geleerden en humanisten naar de paleizen van de kardinaal in Rome. Bij zijn dood in 1564 liet hij het beeld na aan de Capitolijnse Musea. De identificatie met Lucius Junius Brutus ontstond in deze tijd, voornamelijk door de vermeende gelijkenis met het profiel van Marcus Junius Brutus op munten. Deze Brutus, de bekendste moordenaar van Julius Caesar, zou een verre nazaat van de stichter van de Republiek zijn.

## Voorstelling
Het hoofd van de Capitolijnse Brutus is nagenoeg onbeschadigd bewaard gebleven, een zeldzaamheid bij bronzen beelden, die vaak werden omgesmolten. Waarschijnlijk maakte het deel uit van een groter geheel, mogelijk een ruiterstandbeeld. Tijdens de Republiek waren levensechte portretten bijzonder in zwang. De Capitolijnse Brutus valt vooral op door de zorgvuldig uitgewerkte haren en baard. Ook zijn ogen, gemaakt van beschilderd ivoor, dragen bij aan de realistische uitstraling. Met zijn licht samengeknepen wenkbrauwen en gesloten lippen maakt de man een sobere maar vastberaden indruk. In een periode waarin wijsheid en gestengheid (gravitas) onlosmakelijk met politiek leiderschap waren verbonden, moet de man die hier is geportretteerd, Brutus of niet, in hoog aanzien gestaan hebben.

## Afbeelding

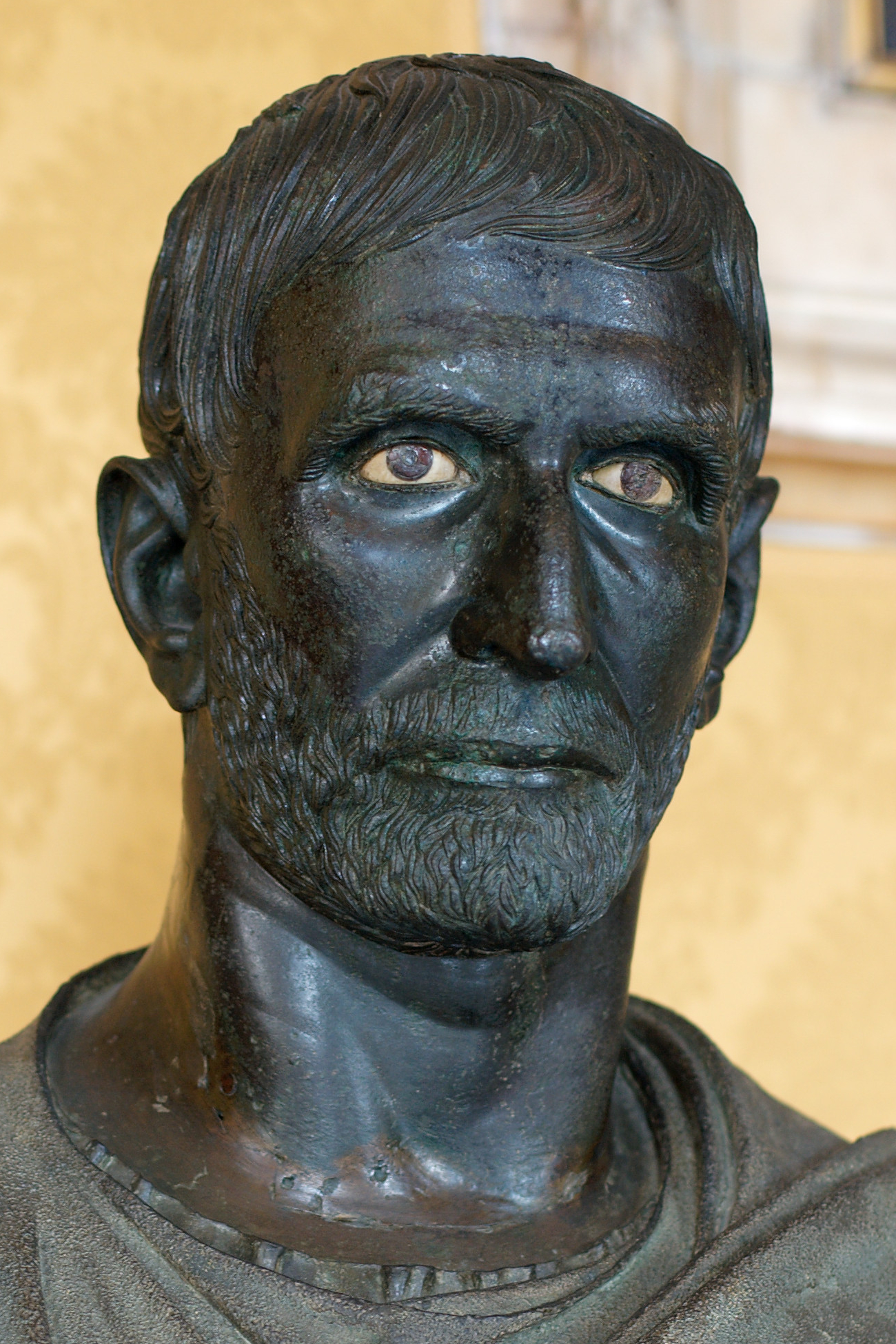
detail